# Столітній чоловік, що виліз у вікно і зник
Столітній чоловік, що виліз у вікно і зник (швед. Hundraåringen som klev ut genom fönstret och försvann) — дебютний роман шведського письменника Юнаса Юнассона 2009 року. 
Книга стала найбільш продаваною книгою у Швеції у 2010 році - було продано близько 617 000 примірників. 
За сюжетом книги у 2013 році був знятий однойменний фільм. 
Українською книжка вийшла у 2021 році. 

## Сюжет
Аллан Емануель Карлсон відмічає у будинку для літніх людей свій 100-річний ювілей. Іменинник  вирішує у свій день народження лише в одних домашніх капцях покинути заклад та зникнути у невідомому напрямку. На найближчій автобусній зупинці він знаходить валізу з грошима та вирушає у захопливі пригоди, де знайомиться з новими друзями…